# احشام سرتل
احشام سرتل، روستایی است از توابع بخش دلوار در شهرستان تنگستان استان بوشهر ایران.

## جمعیت
این روستا در دهستان دلوار قرار داشته و بر اساس سرشماری سال ۱۳۸۵ جمعیت آن ۳۵۹ نفر (۸۶ خانوار) بوده‌است. بر اساس سرشماری سال ۱۳۹۵ جمعیت آن ۵۳۲ نفر می‌باشد.